# الشلال (إيشر)
الشلال (بالهولندية: Waterval) لوحة منجزة بطريقة الطباعة الحجرية للفنان الهولندي إيشر، أول طبعة في تشرين الأول 1961. اللوحة تُظهر آلة دائمة الحركة، حيث يبدو أن الماء يتدفق من قاعدة الشلال نحو الأسفل على طول المسار قبل أن يصل إلى قمة الشلال. إن معظم الفنانين ثنائيي الأبعاد يستخدمون نسباً نسبية لإنشاء وهم العمق، لكن إيشر هنا وفي لوحات أخرى يستخدم نسباً متضاربة لإنشاء مفارقة بصرية. يحتوي هيكل المجرى المائي الذي يغذي الشلال على مثلثين مستحيلين. والمثلث المستحيل هو أحد الأشكال المستحيلة.

## روابط خارجية
- Escher's Solid—from Wolfram MathWorld
- Escher's Solid Includes a great deal of metric data
- The Polyhedra of M.C. Escher from جورج دبليو. هارت